# Aaron T. Bliss

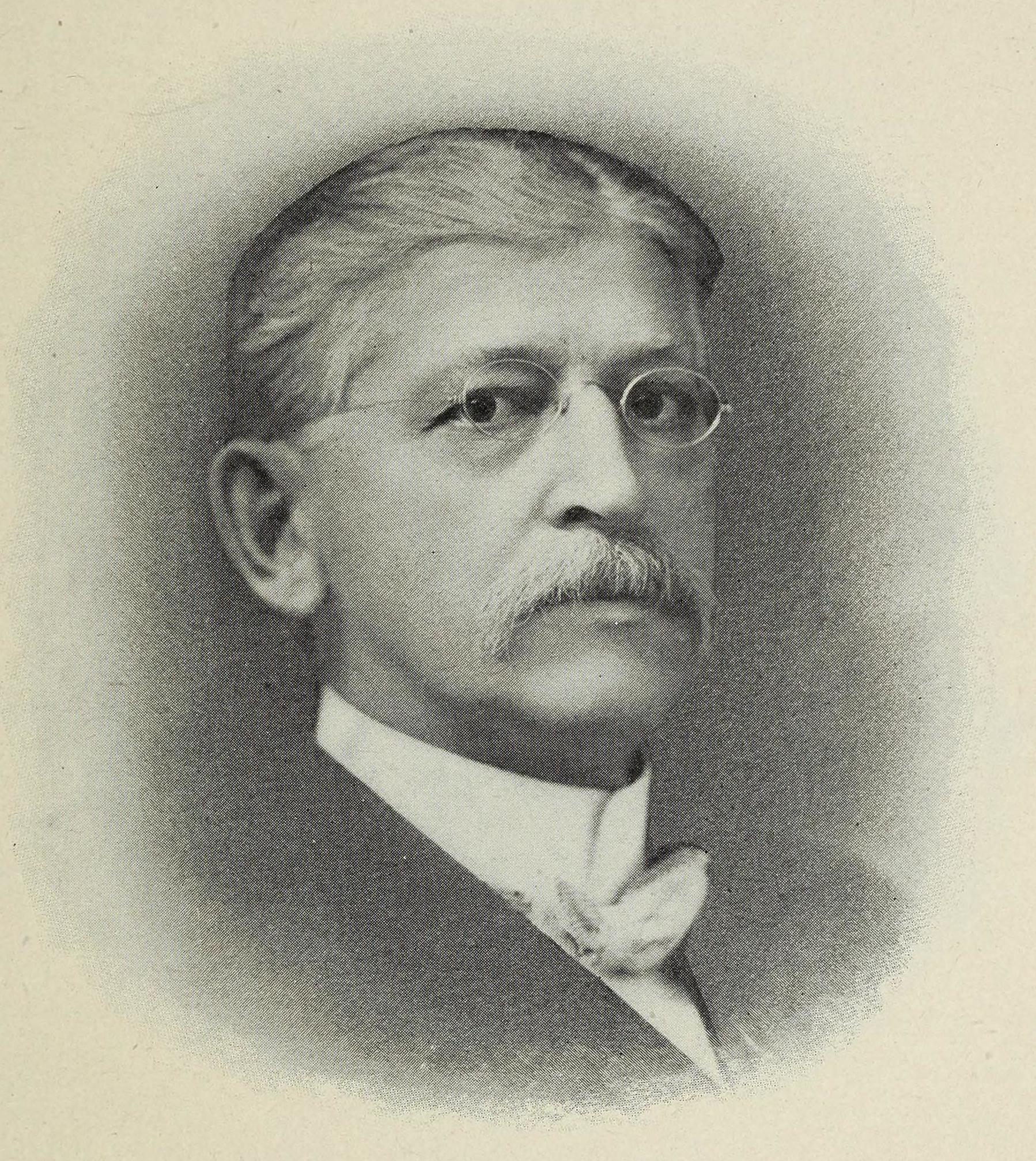
Aaron T. Bliss, 1903

Aaron Thomas Bliss (* 22. Mai 1837 in Peterboro, Madison County, New York; † 16. September 1906 in Milwaukee, Wisconsin) war ein US-amerikanischer Politiker und von 1901 bis 1905 der 25. Gouverneur von Michigan.

## Frühe Jahre
Aaron Bliss besuchte die örtlichen Schulen seiner Heimat. Danach arbeitete er 1854 bis 1855 in einem Laden in Morrisville im Staat New York. Ein Jahr später zog er nach Bouckville, wo er im Handel tätig war. Während des Amerikanischen Bürgerkriegs war er Angehöriger eines New Yorker Kavallerieregiments. Dort brachte er es bis zum Hauptmann (Captain). Er nahm an einigen Schlachten teil. Ähnlich wie sein Amtsvorgänger als Gouverneur von Michigan, Hazen Pingree, geriet er in Kriegsgefangenschaft. Auch ihm gelang die Flucht aus einem Gefangenenlager der Konföderierten.
Nach dem Krieg zog Bliss nach Saginaw in Michigan. Dort betrieb er eine Sägemühle. Zusammen mit seinem Bruder Lyman Bliss und einem weiteren Partner gründete er die A.T. Bliss Co, eine Firma, die vor allem im Holzgeschäft am Tobacco River spezialisiert war. Im Jahr 1880 war Bliss einer der Mitbegründer der Citizens National Bank. Später war er Präsident der Saginaw County Savings Bank.

## Politische Laufbahn
Im Jahr 1882 wurde Aaron Bliss für eine Legislaturperiode in den Senat von Michigan gewählt. Danach gehörte er dem Beraterstab von Gouverneur Russell Alexander Alger an. Bliss war außerdem in führender Funktion bei der „Grand Army of the Republic“ (GAR), einer Veteranenvereinigung der Soldaten der Unionsarmee, tätig. Zwischen 1889 und 1891 vertrat er seinen Bundesstaat im US-Repräsentantenhaus. Nach dem Ende seiner Zeit im Kongress widmete er sich zunächst wieder seinen Geschäften und der GAR, ehe er im Jahr 1900 als Kandidat der Republikanischen Partei zum neuen Gouverneur seines Staates gewählt wurde. Hierbei hatte er sich gegen seinen demokratischen Kontrahenten den Detroiter Bürgermeister William C. Maybury durchsetzen können.

## Gouverneur von Michigan
Bliss trat sein neues Amt am 1. Januar 1901 an. Nach einer Wiederwahl im Jahr 1902 konnte er bis zum 1. Januar 1905 in seinem Amt verbleiben. In dieser Zeit wurde eine Straßenbaubehörde (Highway Department) gegründet. In Grand Rapids entstand ein Heim für Kriegsveteranen und ein Gesetz zur Besteuerung der Eisenbahngesellschaften trat in Kraft. In Saginaw entstand außerdem eine Blindenanstalt.

## Weiterer Lebensweg
Nach dem Ende seiner Amtszeit zog sich Bliss aus der Politik zurück und starb bereits im September 1906 in Milwaukee, wohin er sich zur ärztlichen Behandlung begeben hatte. Aaron Bliss war mit Allaseba Phelps verheiratet und wurde in Saginaw beigesetzt.